# Sara Elisabeth Moraea
Sara Elisabeth Moræa (dite Sara Lisa), née à Falun le 24 juin (ou le 26 avril) 1716 et décédée à Uppsala le 20 avril 1806, est l'épouse de Carl von Linné. 
Elle fut l'aînée des sept enfants du médecin Johan Moræus (1672-1742) et d'Elisabet Hansdotter (1691-1769). Élevée près de Falun, elle se maria avec Carl von Linné le 26 juin 1739. Ensemble ils eurent sept enfants, deux garçons et cinq filles :
- Carl von Linné le Jeune (20 janvier 1741 - 1er novembre 1783)
- Elisabeth Christina von Linné (14 juin 1743 - 15 avril 1782)
- Sara Magdalena (8 septembre 1744 - 23 septembre 1744)
- Lovisa (24 décembre 1749 - 24 mars 1839)
- Sara Christina (24 janvier 1751 - 17 janvier 1835)
- Johan (7 avril 1754 - 7 mars 1757)
- Sofia (8 novembre 1757 - 20 février 1830)

En 1784, après le décès de son fils aîné, elle vendit les riches collections constituées par son mari à James Edward Smith (1759-1828), lequel en fit don à la Société linnéenne de Londres.